# Château de Lembeck
Le château de Lembeck (en allemand : Schloss Lembeck) est situé à Dorsten, à la frontière entre la Ruhr et le pays de Münster. Il est situé dans le parc naturel de Hohe Mark près des bois « La Hagen » et « Kippheide » au sud de Lembeck dans le nord-ouest de Recklinghausen. De style baroque, le château est mentionné pour la première fois en 1177 par Adolf von Lembeck, originaire d'une famille de seigneurs qui exercèrent leur pouvoir sur Münster. Il est partiellement endommagé pendant la Seconde Guerre mondiale avant d'être rénové dans les années 1960 et 1970.